# Escape from the Shadow Garden
Escape from the Shadow Garden è il diciottesimo album in studio del gruppo rock britannico Magnum, pubblicato nel 2014.

## Tracce
1. Live 'Til You Die – 6:29
2. Unwritten Sacrifice – 5:28
3. Falling for the Big Plan – 5:59
4. Crying in the Rain – 5:45
5. Too Many Clowns – 4:36
6. Midnight Angel – 7:18
7. The Art of Compromise – 5:01
8. Don't Fall Asleep – 5:59
9. Wisdom's Had Its Day – 4:44
10. Burning River – 4:43
11. The Valley of Tears – 6:39

## Formazione
- Tony Clarkin - chitarra
- Bob Catley - voce
- Al Barrow - basso
- Mark Stanway - tastiere
- Harry James - batteria